# Amante de lo ajeno
Amante de lo ajeno es el nombre del segundo álbum de estudio de la cantante mexicana María José. El nombre es un juego de palabras ya que es un álbum de covers. Fue lanzado al mercado el 12 de mayo de 2009 por la discográfica Sei Track Música y llegó a la posición número dos en las listas musicales de México.[cita requerida] Y logró adjudicarse un doble disco de platino por más de 160 000 copias vendidas, actualmente se posición en el top 100 con más de 80 semanas.[cita requerida]
El álbum incluye 11 canciones que son parte de la memoria musical mexicana, anteriormente interpretadas por "divas" y cantantes pop de los 80s. El objetivo fue hacer homenaje a cantantes como Manoella Torres, Daniela Romo, María Conchita Alonso, Lucía Méndez, Ana Gabriel, Jeanette, Vikki Carr, Fiordaliso, Loredana Bertè, Rocío Banquells, Crystal y Melissa. El álbum fue grabado en Riolo Terme, Italia y producido por Loris Ceroni. No soy una señora, originalmente cantada por Melissa, es el primer sencillo del álbum.
En noviembre del 2009 se publicó una edición especial del álbum con portada diferente, así como dos pistas bonus y un DVD que contiene interpretaciones en vivo del setlist del álbum, una galería de fotos y el video oficial del sencillo No soy una señora.

## Lista de canciones
Edición Estándar
1. Adelante corazón (Difelisatti / Daniela Romo) - 3:59
2. «Acaríciame» (Juan Carlos Calderón) - 3:42
3. «No soy una señora» (Ivano Fossati / Peter Daniél) - 3:24
4. «Y aquí estoy» (Ana Gabriel) - 3:52
5. «Mi amor, amor» (Honorio / Herrero) - 3:18
6. Cosas del amor (Roberto Livi / Rudy Pérez) - 4:05
7. «Sola no, yo no sé estar» (Luigi Albertelli / Vincenzo Malepasso) - 3:39
8. Este hombre no se toca (Difelissati / J.R. Flores) - 3:58
9. «Herida de muerte» (Amparo Rubín) - 3:06
10. Frente a frente (Manuel Alejandro / Ana Magdalena) - 3:29
11. No me pregunten por él(Sergio Andrade) - 3:44

Edición Especial (Bonus Tracks)
1. «En mi soledad» (Marco Flores) - 3:34
2. «Quiéreme más» (Denisse de Kalafe) - 3:07

Edición Especial (DVD)
1. «Sola no, yo no sé estar»
2. Este hombre no se toca
3. «Acaríciame»
4. «En mi soledad»
5. No me pregunten por él
6. Adelante corazón
7. «Quiéreme más»
8. Frente a frente
9. «Y aquí estoy»
10. «Mi amor, amor»
11. «No soy una señora»

Bonus Material
1. Galería de Fotos
2. No soy una señora (Video oficial)

## Posiciones en la lista
| Listas (2009)             | Mejor posición |
| ------------------------- | -------------- |
| México Top 100 (AMPROFON) | 2              |

## Certificaciones
| País (organismo certificador) | Certificación | Unidades certificadas |
| ----------------------------- | ------------- | --------------------- |
| México (AMPROFON)             | 2x Platino    | 120 000               |